# エストニア銀行
エストニア銀行（エストニアぎんこう、エストニア語: Eesti Pank）はエストニアの中央銀行。

## 沿革
エストニア銀行は独立宣言からちょうど1年となる1919年2月24日に当時の暫定政府によって創設された。1921年からはエストニア独自の通貨マルクの発行を開始した。その後1928年1月1日にクローンに切り替えた。当初1クローンはスウェーデンの1クローナ（金0.403226グラム）と等価であった。1933年に約35％の切り下げを行い、イギリスの1ポンド・スターリングと等価とした。
1940年、ソビエト連邦がエストニアを編入し、エストニア銀行も国有化された。エストニア・ソビエト社会主義共和国の国有銀行として、モスクワの連邦政府の統制の下でエストニア銀行は金融取引業務を扱っていた。通貨もソビエト連邦ルーブルが唯一の通貨とされた。このとき1クローン＝1.25ルーブルというレートで切り替えられたことは、エストニア経済にとってきわめて不利となった。

### エストニア再独立後
エストニアがソビエト連邦から分離する直前の1989年12月15日、エストニア銀行について翌月1日からソビエト連邦の統制を離れた業務を再開することが決定された。同月28日にはエストニア共和国銀行法 (Eesti Vabariigi Pangaseadus) が可決され、エストニア銀行に独自通貨の発行を認める規定が盛り込まれた。また1990年3月15日には業務内容を定めるエストニア銀行定款が承認された。
1992年6月20日に通貨制度の改革が実施され、エストニアはルーブル圏から離脱した。またエストニア唯一の通貨をエストニア・クローンとすることが定められた。このとき1ドイツ・マルク＝8クローンとするペッグ制が採用された。その後欧州連合の経済通貨統合によりユーロが導入されることに伴って、1998年12月31日以降は1ユーロ＝15.6466クローンで固定されている。
2004年5月1日にエストニアが欧州連合に加盟したことに伴って、エストニア銀行は欧州中央銀行制度に加わった。さらに翌月27日からは欧州為替相場メカニズムに加わり、エストニア政府は近い将来のユーロ導入の目標を掲げ、2004年12月15日にはエストニアのユーロ硬貨のデザイン案が発表された。

## 任務
エストニア銀行は現代における中央銀行のすべての機能を有している。エストニアの金融システム安定のほか、金融・通貨制度の発展と形成、通貨クローンの発行、金融監督、決済システムの機能確保といった任務を担っている。エストニア銀行の政策は物価安定にかかわるものでもある。銀行の活動についてはエストニア銀行法 (Eesti Panga Seadus) で規定されている。

## 組織
エストニア銀行の最高意思決定機関は理事会 (Eesti Panga Nõukogu) であり、議長と8人の理事で構成される。また中央銀行の運営を司る役員会は総裁と3人の副総裁で構成される。